# Protopterus
Famille
Genre
Protopterus (les Protoptères) est un genre de poissons osseux qui regroupe des dipneustes africains. C'est le seul genre de la famille des Protopteridae.

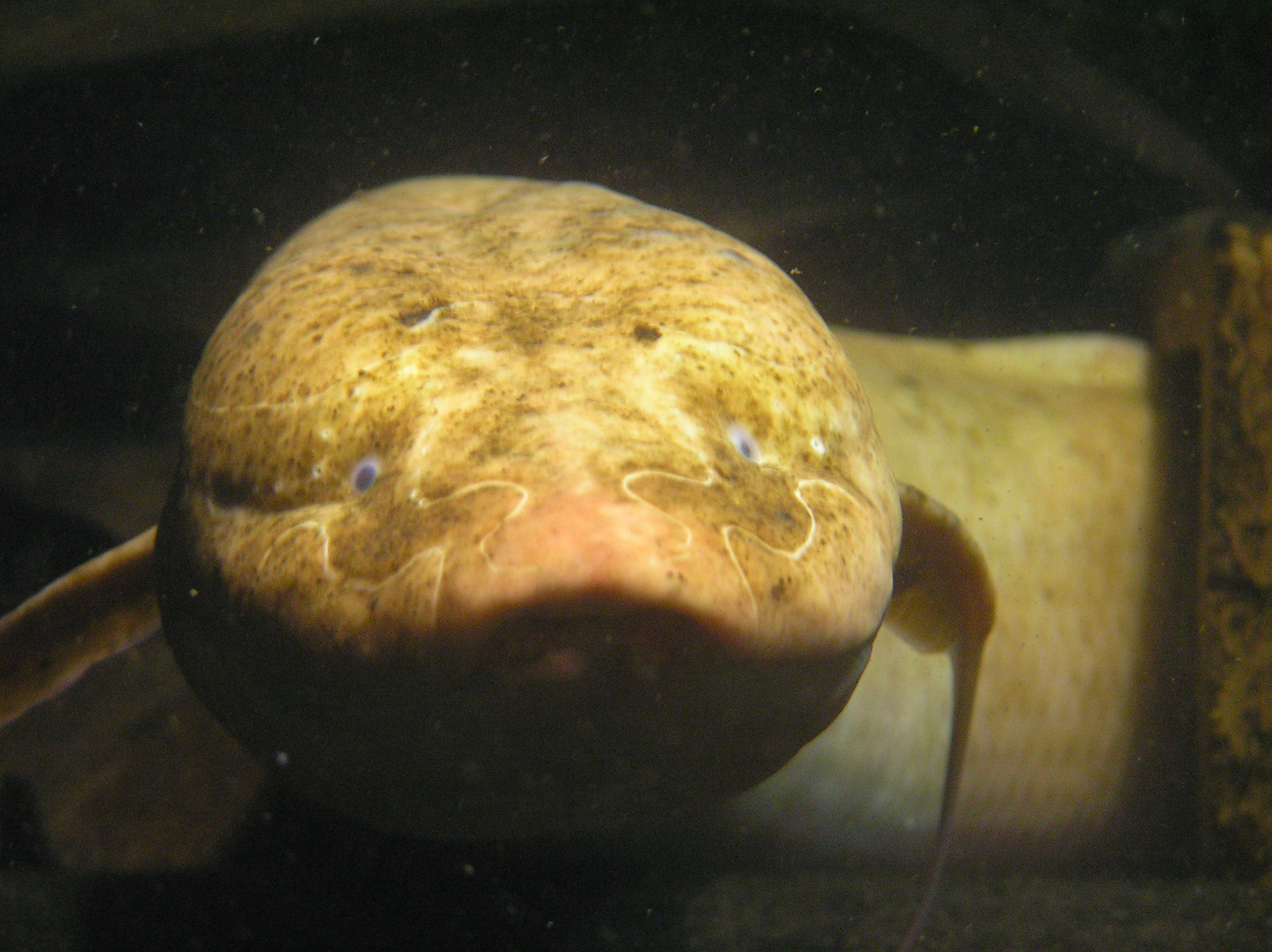
Protopterus

## Liste des espèces de la famille des Protopteridae
Genre Protopterus Owen, 1839 − dipneustes africains  
- - espèce Protopterus aethiopicus Heckel, 1851
  - espèce Protopterus amphibius Peters, 1844
  - espèce Protopterus annectens Owen, 1839
  - espèce Protopterus dolloi Boulenger, 1900